# Grindeks
AS Grindeks est une société lettone établie à Riga, fondée le 17 octobre 1991, cotée à la bourse des valeurs de Riga (en) (une des valeurs de l'indice OMX Riga) et produisant des produits pharmaceutiques, médicaux et de médecine phytochimique. Un des principaux produits de la société est le Meldonium.